# Вайнерман, Ханан Абрамович
Хана́н Абра́мович Ва́йнерман (полное имя Хунель-Мевша Аврум-Шмулевич Вайнерман) (2 декабря 1902, Лугины — 26 февраля 1979, Одесса) — еврейский поэт.

## Биография
Родился в городе Лугины 2 декабря 1902 года в семье сапожника. Вначале учился в начальной еврейской религиозной школе, а затем в русской (окончил 7 классов).
После окончания школы, вначале сапожничал с отцом и одновременно обучался живописи, потом работал маляром и декоратором в местном театре. В это время начал писать стихи. Первые стихи написал в 1923 году.
В 23 года уехал из дома в поисках работы. Работал до 1929 года разнорабочим в коммуне Ильича Калининдорфского района Херсонской области.
По направлению Наркомпроса был послан в Одессу для учёбы на рабфаке. Отучившись один год, перешёл в Педагогический институт, который окончил в 1932 году. Тогда же началась его активная журналистская работа. Вначале работал в одесской еврейской газете «Одэсэр арбэтэр» литературным сотрудником. С 1936 года — в газете «Зай грэйт». С осени 1937 и до начала Великой Отечественной войны был штатным корреспондентом еврейской газеты «Дэр штэрн». Женился. Перед войной родилась дочь Юля.
Со дня создания Союза писателей СССР Ханан Абрамович стал его членом.
Так как он не состоял на воинском учёте по зрению, то не был призван в армию в годы Великой Отечественной войны.
Из Одессы в августе 1941 года был эвакуирован вместе с семьёй в г. Орджоникидзе. Здесь работал нештатным сотрудником в радиокомитете. Через год переехал в г. Ош. Здесь он работал литературным редактором в радиокомитете. После окончания войны в августе 1945 года вернулся вместе с семьёй в Одессу.
В Одессе был штатным корреспондентом газеты «Эйникайт». После её закрытия в 1948 году и до ареста занимался литературной деятельностью, одновременно выполнял художественные работы на мебельной фабрике.
28 марта 1950 Ханан Абрамович был арестован. Он был обвинён в: «националистическая деятельность, антисоветская агитация, шпионаж в пользу одной из капиталистических государств» и прочее. Следствие проходило семь месяцев. За свои «злостные» преступления автор был приговорён на Особом совещании при МГБ СССР к 15 лет заключения в исправительно-трудовых лагерях особого режима. Вайнермана отослали в спецлагерь № 2 близ Норильска.
Только через два года после смерти Сталина его судебно-следственное дело было пересмотрено. За недоказанностью преступления Вайнермана вместе с другими писателями (такими как Лурье, Друкером, Губерманом) был реабилитирован и освобождён из-под стражи.
Оказавшись на свободе, Вайнерман снова вернулся к творчеству и написал несколько книг, которые впоследствии были переведены на украинский и русский языки.
Скончался 26 февраля 1979 года.